# Sveriges värsta bilförare 2009
Sveriges värsta bilförare 2009 var den andra säsongen av Sveriges värsta bilförare, som sändes på TV4 med Adam Alsing som programledare, mellan 29 januari och 26 mars 2009. I finalen korades Gurkan Gökhan Gasi till Sveriges värste bilförare. 

## Jury
Juryn i 2009 års säsong bestod av:
- Mia Norberg, motorjournalist
- Ruben Börjesson, "legendarisk" trafikpolis och racerförare
- Ramona Karlsson, rallyförare och rallyinstrutör

## Deltagare
Namnen i liten text är förarnas respektive co-driver.
- Anitha Nygårdh, 56 år från Bro, med Roberth Schytzén, 32 år från Haninge.
- Anna Stårbeck, 22 år från Trollhättan, med Lise Stårbeck, 29 år från Herrljunga.
- Anne Jensen, 46 år från Hörutorpet, med Birgitta Samuelsson, 72 år från Kalmar.
- Cecilia Aronsson, 22 år från Göteborg, med Ellen Mellberg, 21 år från Göteborg.
- Eva Melin, 57 år från Stockholm, med Ragnar Thornblom, 69 år från Södertälje.
- Gurkan Gökhan Gasi, 24 år från Västerås, med Alexander Uppling, 21 år från Västerås.
- Hans Müller, 56 år från Bagarmossen, med Pär Enqvist, 43 år från Bagarmossen.
- Patrik Starborg, 24 år från Skultuna, med Sara Lindholm, 23 år från Kungsör.
- Robert Berg, 21 år från Grotta, med Markus Andersson, 24 år från Skara.

## Resultat
| Avsnitt | Sändes           | Uppgifter                                               | Värsta Bilföraren                                       | Bästa Bilföraren                                        | Pris |
| ------- | ---------------- | ------------------------------------------------------- | ------------------------------------------------------- | ------------------------------------------------------- | --- |
| 1       | 29 januari 2009  | Guidad stadskörning Lita på co-drivern                  | Patrik                                                  | Eva                                                     | Ingen fick lämna programmet efter första avsnittet.                                                                                         |
| 2       | 5 februari 2009  | Möte på smal väg Fickparkering                          | Cecilia                                                 | Hans                                                    | Avancerad körupplevelse med Porsche-bilar på is samt 10 körlektioner.                                                                       |
| 2       | 5 februari 2009  | GPS-körning                                             | Vinnare: "Gurkan" (& Alexander)                         | Vinnare: "Gurkan" (& Alexander)                         | Två GPS-mottagare. |
| 3       | 12 februari 2009 | Packa & backa Parkera i trångt garage Trepunktsvändning | Patrik                                                  | Anna                                                    | Avancerad körupplevelse med Porsche-bilar på is och en skoter.                                                                              |
| 4       | 19 februari 2009 | Plötsliga faror Byte av hjul Offroad                    | Cecilia                                                 | Patrik                                                  | Fick ej lämna programmet; Juryn tyckte ändå att Patrik inte var duglig i trafiken.                                                          |
| 5       | 26 februari 2009 | Byta co-driver Vattentanken Glödlampan                  | ingen (se nedan)                                        | Eva / Robert                                            | En Chevrolet Matiz (årgång 2008) |
| 5       | 26 februari 2009 | Teoriprov                                               | Vinnare: Eva                                            | Vinnare: Eva                                            | En Chevrolet Matiz (årgång 2008) |
| 6       | 5 mars 2009      | Biltvätten Ömtålig last Snålkörning                     | Patrik                                                  | Anne                                                    | Avancerad körupplevelse med Porsche-bilar på is samt en verktygslåda och en cykel.                                                          |
| 7       | 12 mars 2009     | Omkörning Folkrace Bogsering                            | Robert                                                  | Cecilia                                                 | Spa-kryssning i lyxsvit för två personer samt en hyrbil tillgänglig en vecka.                                                               |
| 8       | 19 mars 2009     | Häva sladd Macken Backa med husvagn                     | "Gurkan"                                                | Robert                                                  | Fyra tv-spel samt ett presentkort (för ett värde av 6.000kr) och en spelratt.                                                               |
| 9 Final | 26 mars 2009     | Serpentinvägen Mörkerkörning Stadskörning               | Tredje plats: Anitha                                    | Tredje plats: Anitha                                    | Avancerad körupplevelse med Porsche-bilar på is, presentkort på biltillbehör för 6 000 kr samt presentkort på bilreparationer för 7 000 kr. |
| 9 Final | 26 mars 2009     | Quiz                                                    | Vinnare: Gurkan (& Alexander)                           | Vinnare: Gurkan (& Alexander)                           | En spade, startkablar och en verktygslåda.                                                                                                  |
| 9 Final | 26 mars 2009     | Backa & fickparkera                                     | Andra plats: Patrik Sveriges värsta bilförare: "Gurkan" | Andra plats: Patrik Sveriges värsta bilförare: "Gurkan" | Avancerad körupplevelse med Porsche-bilar på is samt presentkort på bilreparationer för 7 000 kr.                                           |
| 9 Final | 26 mars 2009     | Backa & fickparkera                                     | Andra plats: Patrik Sveriges värsta bilförare: "Gurkan" | Andra plats: Patrik Sveriges värsta bilförare: "Gurkan" | 20 körlektioner och en cykel. |

| Deltagare          | 1      | 2      | 3      | 4      | 5     | 6      | 7      | 8      | 9      |
| ------------------ | ------ | ------ | ------ | ------ | ----- | ------ | ------ | ------ | ------ |
| Gurkan Gökhan Gasi | Inne   | Inne   | Inne   | Inne   | Inne  | Inne   | Inne   | Värsta | SVB    |
| Patrik Starborg    | Värsta | Inne   | Värsta | Bästa  | Inne  | Värsta | Inne   | Inne   | Andra  |
| Anitha Nygårdh     | Inne   | Inne   | Inne   | Inne   | Inne  | Inne   | Inne   | Inne   | Tredje |
| Robert Berg        | Inne   | Inne   | Inne   | Inne   | Bästa | Inne   | Värsta | Bästa  |        |
| Cecilia Aronsson   | Inne   | Värsta | Inne   | Värsta | Inne  | Inne   | Bästa  |        |        |
| Anne Jensen        | Inne   | Inne   | Inne   | Inne   | Inne  | Bästa  |        |        |        |
| Eva Melin          | Bästa  | Inne   | Inne   | Inne   | Bästa |        |        |        |        |
| Anna Stårbeck      | Inne   | Inne   | Bästa  |        |       |        |        |        |        |
| Hans Müller        | Inne   | Bästa  |        |        |       |        |        |        |        |

     Bästa - Denna deltagare blev Veckans bästa bilförare och fick lämna programmet.
     Bästa - Denna deltagare blev Veckans bästa bilförare men blev kvar i programmet.
     Inne - Denna deltagare blev kvar i programmet.
     Värsta - Denna deltagare blev Veckans värsta bilförare.
     SVB - Denna deltagare blev korad till Sveriges värsta bilförare.
     Andra - Denna deltagare kom på en andra plats.
     Tredje - Denna deltagare kom på en tredje plats.

## Avsnitten

### Avsnitt 1
- Guidad stadskörning

Deltagarna (tillsammans med deras co-driver, en karta och en jurymedlem i baksätet) skulle ta sig från punkt A till punkt B i stadsmiljö.
- Lita på co-drivern

Deltagarna iförda heltäckta glasögon, skulle lyssna på co-drivern när de navigerade bilen genom en slalombana.

### Avsnitt 2
- Möte på smal väg

Deltagarna skulle åka på en smal väg, passera några hinder vid vägen för att slutligen möta en ambulans. På något sätt skulle deltagarna då försöka släppa förbi ambulansen.
- Fickparkering

Deltagarna skulle utföra ett traditionellt moment inom bilkörning, nämligen fickparkering i backe.
- GPS-körning

Deltagarna skulle navigera med en manipulerad GPS till tre adresser, där en bokstav vid varje adress fanns. De som var snabbast klar vann två GPS-mottagare.

### Avsnitt 3
- Packa & backa

Deltagarna, tillsammans med sina co-drivers, skulle packa en bil fylld med föremål för att sedan backa ut ur garaget i en slalombana.
- Parkera i trångt garage

Deltagarna skulle parkera inuti ett parkeringshus och sedan också ta sig ut ur parkeringshuset.
- Trepunktsvändning

Deltagarna skulle kunna köra bilen upp på en plattform, vända tre gånger och sedan kunna åka ned samma väg.

### Avsnitt 4
- Plötsliga faror

Deltagarna skulle åka på en isbelagd slalombana där det längs banan kommer fram olika föremål och personer.
- Byte av hjul

Deltagarna, tillsammans med sina co-drivers, skulle kunna byta ett hjul på bilen och sedan åka ut ur garaget.
- Offroad

Deltagarna skulle åka ute i terrängen i en fyrhjulsdriven lätt lastbil.

### Avsnitt 5
Programmet visade aldrig vem som blev Veckans värsta bilförare.
- Byta co-driver

Deltagarna fick nya co-drivers och skulle sedan med sin nya co-driver, navigera i Stockholm; från Frihamnen till Stureplan och tillbaka.
- Vattentanken

Deltagarna skulle navigera genom en hinderbana, med en 100-literstank med vatten fastspänd på taket.
- Glödlampan

Deltagarna skulle göra en vändning på endast ett rattutslag utan att lägga in backen i en form som liknar en glödlampa, därav uppgiftens namn.
- Teoriprov

Veckans bästa bilförare (Eva och Robert) skulle göra en liten version av ett teoriprov för att avgöra vem som kunde åka hem med en bil.
Uppgiften var att skriva ned vad de olika skyltar som juryn tagit fram betydde.

### Avsnitt 6
- Biltvätten

Deltagarna skulle kunna använda en automatiserad biltvätt.
- Ömtålig last

Deltagarna skulle packa en lätt lastbil med ett antal kartonger och kunna klara av minst två av totalt tre moment:
En vippbräda, ett trångt utrymme mellan två bilar och en bom; samt att 10 ägg var placerade i en skål på motorhuven.
- Snålkörning (eller Sparsam körning)

Deltagarna blev testade på hur miljövänligt de kör.

### Avsnitt 7
- Omkörning

Deltagarna skulle utföra en omkörning på en kort utmärkt sträcka i tre olika hastigheter - 30, 50 och 70km/h.
- Folkrace

Deltagarna skulle köra i varsin bil runt en bana i två heat, där vinnaren fick åka en åktur med jurymedlemmen/rallyföraren Ramona Karlsson.
- Bogsering

Deltagarna skulle bogsera sina co-drivers genom en slalombana.

### Avsnitt 8
- Häva sladd

Deltagarna skulle köra en bil på en bana där det utan deras vetskap fanns en sladdplatta. Deltagarnas reaktion när bilen oväntat fick en sladd bedömdes av domarna.
- Macken

Deltagarna skulle köra in på en mack och parkera bilen på en plattform skulle sedan göra fyra olika saker - Fylla på spolarvätska, olja, kolla luften i däcken och putsa rutorna.
- Backa med husvagn

Deltagarna skulle köra ut från mål och sedan backa med en husvagn, undvika att backa på en utegrill, utestolarna och sedan backa försiktigt in mellan två bilar och koppla loss husvagnen och köra i mål igen.

### Avsnitt 9
- Serpentinkörning

Deltagarna körde på vinterväglag på grusväg upp till toppen av Högdalstoppen och sedan ned igen.
- Mörkerkörning

Deltagarna fick köra på en skogsväg i mörker. Momentet avslutades med en frågesport om vad som skett under färden.
- Backa & fickparkera

De två återstående deltagarna Patrik och Gurkan fick som uppgift att backa mellan uppställda gummidäck och sedan fickparkera.